# Matchedje de Mocuba
Der Clube Desportivo Matchedje de Mocuba, besser bekannt als Matchedje de Mocuba, ist ein mosambikanischer Fußballverein aus der Stadt Mocuba. Der Verein wurde 2011 gegründet und spielte von 2020 bis 2022 in der Moçambola, der höchsten Spielklasse des Landes. Nach dem Abstieg im Jahr 2022 tritt Matchedje de Mocuba nun in der zweitklassigen Segunda Divisão an.
Wie sein Pendant aus Maputo wird der Verein finanziell von Matchedje Motors unterstützt.

## Stadion
Seine Heimspiele trägt der Verein im Campo Matchedje in Matola aus, das eine Kapazität von 15.000 Zuschauern hat.

## Erfolge
Mosambikanischer Zweitligameister: 2019